# Вестервик
Вестервик (швед. Västervik) град је у Шведској, у југоисточном делу државе. Град је у оквиру Калмарског округа, где је други град по величини. Вестервик је истовремено и седиште истоимене општине.

## Природни услови
Град Вестервик се налази у југоисточном делу Шведске и Скандинавског полуострва. Од главног града државе, Стокхолма, град је удаљен 275 км јужно.
Вестервик се сместио на западној обали Балтичког мора, на обали омањег залива Лусарн. Испред града се налази низ малих острва, док се у градском залеђу издиже бреговито подручје. Надморска висина градског подручја се креће 0-40 м.

## Историја
Подручје Вестервика било је насељено још у време праисторије. Први спомен насеља под данашњим именом је из 1275. године, а 1433. године насеље је добило и градска права.
У 16. веку шведски краљ Густав Васа је овде основао бродоградилиште, које је вековима било носилац градске привреде.
Вестервик доживљава нови процват у другој половини 19. века са доласком индустрије и железнице. Ово благостање траје и дан-данас.

## Становништво
Вестервик има око 21.000 становника (податак из 2010. г.), а градско подручје, тј. истоимена општина има око 36.000 становника (податак из 2010. г.). Последњих деценија број становника у граду стагнира.
Већина становништва су етнички Швеђани, а поред њих живи и мањи број скорашњих усељеника из свих делова света.

## Привреда
Данас је Вестервик савремени индустријски град са посебно развијеном индустријом и лучким делатностима. Послдње две деценије посебно се развијају трговина, услуге и туризам.

## Галерија
- Главни градски трг
- Туристички биро Вестервика
- Градска марина
- Градски тржни центар